# また語りあうために
『また語りあうために』（またかたりあうために、I've Come to Talk with You Again）は、アメリカの作家カール・エドワード・ワグナーによる短編ホラー小説。
アンソロジー『Dark Terrors:The Gollancz Book of Horror』に収録された。作者は1994年に死去し、本作は1996年に英国幻想文学大賞短篇部門の候補に挙げられた。その後、2014年にアンソロジー『ラヴクラフトの怪物たち』に収録され、2019年に単行本が邦訳された。
収録単行本『ラヴクラフトの怪物たち』にて、怪物「黄衣の王」を担う。

## 作品内容

### 主な登場人物
- ジョン・ホルステン - アメリカでホラー作家として大成した。地元のファン達と長年交流を続けている。63歳。
- テッド・クロスリー - 売れないホラー作家。喘息を患う。
- デイヴ・マナリング - 書店経営者。
- スティーヴ・カーター - 同上。マナリングと同居している。
- チャールズ・スタイン - クラウチ・エンド在住の愛書家。糖尿病を患う。
- マイク・フォスター - リバプール在住の愛書家。心疾患がある。
- デイヴ・ハーヴィス - 21歳の若者。今夜初めてホルステンと会う。
- ？？？？ - 黄色いローブと青白い仮面の人物。ホルステンにしか見えていない。選んだ獲物と契約をする。

### あらすじ
イギリス生まれのジョン・ホルステンは、ニューヨークの地下古書店で「黄衣の王」を見つけ、実在したことに驚く。やがてホルステンはホラー作家として大成する。ホルステンは時おり地元に帰省し、年少のファンを集めて交流を行うようになる。
その夜の集会は酒場で行われた。全員20年来の付き合いで、ホルステン以外の5人は40歳ほどである。かつては20人ほど集まったものだが、今や6人に減っていた。マクフェランは去年腎臓癌で病死し、ハイルズは肺を患って療養のために引っ越し、マーリンは麻薬中毒に陥り海外に行ったという。人生につまずいたファン達は、ホルステンの成功と健康体を羨ましがる。新たに黄色いローブをまとった人影が入ってくるも、ホルステン以外の誰も彼の存在に気づかない。黄衣の人物は、獲物を選び、目を付ける。ファンに健康の秘訣を問われたホルステンはでまかせを説明し、黄衣の人物を見ぬふりする。
別の約束があったホルステンは、店を出てホテルに向かい、ファンの若者ハーヴィスと会う。ハーヴィスは、ホルステンがファン達と会合していることを知っており、詳しく質問してくる。黄衣の人物は、新たにハーヴィスを獲物視する。ホルステンは彼を会合へと招待する。

## 収録
- 新紀元社『ラヴクラフトの怪物たち 下』植草昌実訳